# Oligophlebia igniflua
Oligophlebia igniflua là một loài bướm đêm thuộc họ Sesiidae. Nó chỉ hiện diện ở quận Brisbane ở Queensland, nhưng việc phân bố cây chủ loài bướm này cho thấy rằng chung có thể sinh sống ở các khu vực rừng mưa ở Queensland và Lãnh thổ Bắc Úc.
Chiều dài cánh trước khoảng 6 mm đối với con đực và 6-7 đối với con cái. 
Ấu trùng khoan và thân cây rừng mưa Elaeocarpus grandis. 